# Mario Barbi
Mario Barbi (Moglia, 22 luglio 1951) è un politico italiano.

## Biografia
Si è laureato in Lettere e Filosofia, corso di laurea DAMS, presso l'Università di Bologna; è iscritto all'albo dei giornalisti. Dal 1981 al 1983 è redattore a Radio Popolare Milano. Dal 1983 al 1993 è in Germania, dove svolge attività giornalistica: corrispondente da Bonn, iscritto al VAP (Verein der auslaendischen Presse – Associazione stampa estera), ed inviato europeo per l'agenzia Quotidiani Associati; autore e collaboratore fisso di WDR (Westdeutscher Rundfunk) e Deutschlandfunk (enti pubblici radiotelevisivi tedeschi). Dal 1993 al 1996 è capo redattore esteri presso l'agenzia Quotidiani Associati a Roma. Dal 1996 al 1998 è Dirigente presso la Presidenza del Consiglio dei ministri (capo segreteria del sottosegretario di Stato con delega per l'informazione e l'editoria). Dal 1998 al 2001 è dirigente del Gruppo editoriale L'Espresso come responsabile dell'Ufficio Studi. Dal 2001 al 2005 è direttore presso l'AGCOM.
Da ragazzo in Azione Cattolica. Partecipa ai movimenti giovanili e studenteschi degli anni sessanta e settanta ed è attivo nella sperimentazione di nuovi linguaggi mediatici, nella prima fase di liberalizzazione del sistema radiotelevisivo e della nascita delle "radio libere".
In Germania, per studio, dal 1978 al 1981, e poi per lavoro, dal 1983 al 1993, è attivo nel mondo associativo dell'immigrazione e degli scambi culturali italo-tedeschi, dapprima a Francoforte (dove è presidente della "Casa della Cultura e. V.") e poi a Colonia, dove, tra l'altro, collabora come editorialista al mensile Insieme (Missioni Cattoliche, padri scalabriniani).
Al ritorno in Italia collabora con le ACLI e al mensile della associazione, Azione Sociale.
Si impegna nel 1995-1996 nei Comitati Prodi e nella campagna elettorale de l'Ulivo.
Dal 1999 aderisce a I Democratici e dal 2002 successivamente a Democrazia è Libertà – La Margherita.
Collabora alla definizione del progetto di rivista telematica e cartacea Governareper e, nella primavera del 2005, dimessosi da AGCom, sceglie l'impegno politico diretto assumendo l'incarico di capo della segreteria politica nello staff del candidato Presidente del Consiglio dell'Unione.
Nel 2006 viene eletto deputato per L'Ulivo e assume l'incarico di consigliere politico del Presidente del Consiglio Romano Prodi, di cui è considerato uno dei "fedelissimi".
Dal 23 maggio 2007 è uno dei 45 membri del Comitato nazionale per il Partito Democratico, con il quale alle elezioni politiche del 2008 viene eletto alla Camera nella Circoscrizione Piemonte 2. Nella XVI Legislatura è membro della Commissione Esteri della Camera dei deputati.
Il 17 dicembre 2009 con un articolo su Il Riformista annuncia il suo disagio sul Partito Democratico:
 Termina il proprio mandato parlamentare nel 2013.